# Desprevenidos
Desprevenidos é um programa de apanhados, exibido pela SIC.  A primeira série estreou em Março de 2006 e foi apresentada por Alexandre Ovídio.
O apresentador deambula pelas ruas, e faz perguntas às pessoas, sem elas saberem. Se alguém acertar, ele oferece dinheiro, pelas respostas certas. Também se pode passar por massagista, por queijólogo, ou recrutador de banda de rock, para dar ainda mais dinheiro. As audiências foram excelentes, na primeira temporada, então, a emissora de Carnaxide, decidiu exibir a segunda temporada, nas férias de Floribella, isto é, aos Sábados, logo após o informativo, no entanto com audiências bem mais contidas.

## Audiência
A emissão de estreia obteve 10,4% de audiência média e 25,8% de share, ficando na terceira posição entre os programas da SIC.